# Lohrenbeck
Lohrenbeck ist eine Ortslage im Westen der bergischen Großstadt Wuppertal.

## Lage und Beschreibung
Die Ortslage liegt auf einer Höhe von 243 m ü. NHN in der Nähe der Pahlkestraße an der Einmündung zum Rückertweg im Norden des Wohnquartiers Varresbeck im Stadtbezirk Elberfeld-West. Benachbarte Ortslagen sind Frankholzhäuschen, Frankholz (Beek), Frankholz (Varresbeck), Bergerheide, Eskesberg, Scheidt, Saurenhaus und Schliepershäuschen.
Nach Heinrich Dittmaier hat der Namen Lohrenbeck etymologisch einen Zusammenhang mit einem langsamen fließenden Bach. ‚Lar‘ bedeutet rheinisch träges, nachlässiges Mädchen, dazu im Ablaut lören als zaudern, träge daherschlendern.

## Geschichte
Lohrenbeck wurde urkundlich im Jahr 1217 als Oberhof des Höfeverbands des Gerresheimer Stifts erwähnt. 1507 gehörte der Hof zum Höfeverband der Sonnborner Kirche. Als Lorenbec ist der Hof auf der Topographia Ducatus Montani des Erich Philipp Ploennies aus dem Jahre 1715 verzeichnet. Auf der Topographischen Aufnahme der Rheinlande von 1824 ist die Ortslage mit Lorenbek beschriftet.
1832 gehörte der Lohrenbeck zur Dorper Rotte des ländlichen Außenbezirks des Kirchspiels und der Stadt Elberfeld. Der laut der Statistik und Topographie des Regierungsbezirks Düsseldorf als Ackergut kategorisierte Ort wurde als In d: Lohrenbeck bezeichnet und besaß zu dieser Zeit zwei Wohnhäuser und drei landwirtschaftliche Gebäude. Zu dieser Zeit lebten 21 Einwohner im Ort, davon alle evangelischen Glaubens.
Im Adressbuch von 1850 bis 1858 ist die Ortslage als ‚Lohrenbeck‘, ab 1875 ‚In der Lohrenbeck‘ notiert.
Zwischen 1974 und 1983 würde das Gebiet um Lohrenbeck mit einer Siedlung von Ein- und Zweifamilienhäuser überbaut. Die Straße Rückertweg  erhielt ihren Namen am 21. Mai 1979.
Eine Straße mit dem Namen In der Lohrenbeck, die von der Düsseldorfer Straße nach Norden abzweigt, wurde mit unbekanntem Datum benannt. Sie liegt rund 400 Meter südlich der ursprünglichen Ortslage.